# 早野博文
早野 博文（はやの ひろふみ、1957年8月12日 - ）は、日本の政治家。岐阜県垂井町長（2期）。

## 来歴
愛知大学法学部卒業。1980年に垂井町役場に入局。企画調整課長　総務課長を歴任。
任期満了に伴い2019年4月16日に告示、同月21日に行われた町長選（2019年統一地方選挙）で、現職の中川満也との一騎打ちを制し初当選。
※当日有権者数：22,091人 最終投票率：64.42%（前回比：1.94pts）
| 候補者名 | 年齢 | 所属党派 | 新旧別 | 得票数  | 得票率 | 推薦・支持 |
| -------- | ---- | -------- | ------ | ------- | ------ | ---------- |
| 早野博文 | 61   | 無所属   | 新     | 7,227票 | 51.29% |            |
| 中川満也 | 64   | 無所属   | 現     | 6,861票 | 48.71% |            |

任期満了に伴い2023年4月18日に告示された町長選では早野以外の立候補の届け出が無く、無投票で当選。